# Famara Diédhiou
Famara Diédhiou (* 15. Dezember 1992 in Saint-Louis) ist ein senegalesischer Fußballspieler. 

## Vereinskarriere
Diédhiou begann seine Karriere in der Heimat beim ASC Diaraf. 2011 verließ er den Senegal, da ihn der FC Nantes unter Vertrag nehmen wollte. Unter anderem aufgrund des Cotonou-Abkommens musste Diédhiou entweder drei Jahre im französischen Amateurbereich gespielt oder einen internationalen Einsatz für den Senegal bestritten haben, um im Profibereich eingesetzt werden zu können. Bei einem Turnier wurde er von Verantwortlichen des FC Sochaux entdeckt und Ende 2011 verpflichtet. Da das Problem der Spielgenehmigung fortbestand, wurde er an die ASM Belfort ausgeliehen. Nach drei Monaten wechselte er zu SAS Épinal. Dort spielte er die komplette Saison und erzielte in 37 Pflichtspielen 18 Tore. Dennoch stieg der Klub am Saisonende aus der CFN ab. Diédhiou wurde an Gazélec FC Ajaccio weiterverliehen. Mit den Korsen schaffte er als bester Torschütze seines Klubs den Aufstieg in die Ligue 2.
Da Diédhiou zwischenzeitlich ein Länderspiel für den Senegal bestritten hatte, kehrte er nach Sochaux zurück, wo er einen Profivertrag unterschrieb. Nachdem er nur auf wenige Einsätze gekommen war, wurde er im Februar 2015 für sechs Monate an Clermont Foot ausgeliehen.
Das Leihgeschäft wurde für die Saison 2015/16 verlängert. Diédhiou beendete die Hinrunde mit 17 Treffern in 18 Spielen. Trotz einer schwächeren zweiten Saisonhälfte wurde er am Ende der Spielzeit mit 21 Toren Torschützenkönig der Ligue 2 und als ihr bester Spieler mit der Trophées UNFP du football 2016 ausgezeichnet.
Zur Saison 2016/17 wechselte Diédhiou für eine Ablöse von 1,5 Millionen Euro in die Ligue 1 zu SCO Angers, wo er einen Vierjahresvertrag unterschrieb. Diédhiou beendete eine für ihn durchwachsene Saison mit acht Toren in 31 Spielen. Im Sommer 2017 wechselte er daher für eine Ablösesumme von rund sechs Millionen Euro für vier Jahre nach England zum Zweitligisten Bristol City. Nach Vertragsablauf schloss er sich dem türkischen Erstligisten Alanyaspor an. Dort unterschrieb Diédhiou im Juli 2021 einen Vertrag über vier Jahre. Für die Rückrunde der Saison 2022/23 wurde er vom damaligen spanischen Zweitligisten FC Granada ausgeliehen und nach dem Aufstieg in die Primera División fest verpflichtet.
Am 31. Januar 2024 gab Cardiff City aus der EFL Championship die Leihe Diédhious bis zum Ende der Saison 2023/24 bekannt. Nach Ablauf dieser verließ er Granada wieder und nach kurzer Vereinslosigkeit kehrte er zu seinem ehemaligen Verein Clermont Foot in die französische Ligue 2 zurück.

## Nationalmannschaft
Sein Debüt in der senegalesischen A-Nationalmannschaft gab Diédhiou am 31. Mai 2014 im Freundschaftsspiel gegen Kolumbien. Erst am 3. September 2016 bestritt er sein nächstes Länderspiel. Im Qualifikationsspiel für den Africa-Cup 2017 gegen Namibia erzielte er per Foulelfmeter den 2:0-Endstand. Nach geglückter Qualifikation wurde Diédhiou von Trainer Aliou Cissé für das Turnier nominiert. Dort kam er im Gruppenspiel gegen Algerien zu einem Kurzeinsatz, als er in der 70. Spielminute für Serigne Kara eingewechselt wurde.
Diédhiou stand im vorläufigen 35-köpfigen Kader des Senegal für die Weltmeisterschaft 2018 in Russland, wurde aber nicht für den 23-köpfigen Kader der Endrunde nominiert.
Für den Afrika-Cup 2022 wurde er erneut in den senegalesischen Kader berufen. Vor dem ersten Gruppenspiel gegen Simbabwe wurden Diédhiou und Édouard Mendy positiv auf COVID-19 getestet. Im letzten Gruppenspiel gegen Malawi wurde Diédhiou in der 72. Spielminute für Boulaye Dia eingewechselt, während er im Achtelfinale gegen Kap Verde über die volle Spielzeit zum Einsatz kam. Beim 3:1 im Viertelfinale gegen Äquatorialguinea erzielte er den senegalesischen Führungstreffer zum 1:0. Diédhiou bestritt auch das Halbfinalspiel gegen Burkina Faso sowie das Finale gegen Ägypten, welches der Senegal nach Elfmeterschießen gewann. In beiden Spielen wurde er in der zweiten Halbzeit ausgewechselt.
Anlässlich der Fußball-Weltmeisterschaft 2022 in Katar nominierte ihn Nationaltrainer Aliou Cissé für das senegalesische Aufgebot. Während des Turniers kam Diédhiou zu zwei Einsätzen. Beim 3:1 im zweiten Gruppenspiel gegen Gastgeber Katar stand er in der Startformation und erzielte kurz nach der Halbzeitpause das zwischenzeitliche 2:0 für den Senegal. In der 74. Spielminute wurde er gegen Bamba Dieng ausgewechselt. Zu seinem zweiten Einsatz kam er bei der 0:3-Niederlage im Achtelfinalspiel gegen England, als er in der 72. Spielminute für Boulaye Dia eingewechselt wurde.

## Erfolge
- Afrikameister: 2022
- Spanischer Zweitligameister: 2023

## Auszeichnungen
- Torschützenkönig der französischen Ligue 2: 2016 (21 Tore)
- Trophées UNFP du football für den besten Spieler der Ligue 2: 2016